# Illiopolis (Illinois)
Illiopolis – wieś w Stanach Zjednoczonych, w stanie Illinois, w hrabstwie Sangamon.